# Psaenythia horticola
Psaenythia horticola är en biart som beskrevs av Holmberg 1921. Psaenythia horticola ingår i släktet Psaenythia och familjen grävbin. Inga underarter finns listade i Catalogue of Life.